# Lecture à vue
La lecture à vue est la lecture d'une partition de façon immédiate, sans avoir besoin d'y réfléchir ou de déchiffrer (lecture comparable à celle d'un texte dans une langue maîtrisée par le lecteur). Cela présuppose non de l'audition intérieure du lecteur (sa capacité à se représenter les sons correspondant aux notes et indications lues) mais seulement de sa capacité à identifier (nommer) les notes et les indications.
Jouer à vue consiste à interpréter cette partition sur un instrument, de façon immédiate. La lecture à vue et la maîtrise de l'instrument sont nécessaires. L'audition intérieure n'est requise que si l'instrument l'exige (instruments non tempérés).
Chanter à vue consiste à chanter la ligne mélodique uniquement grâce à sa partition, sans avoir entendu la mélodie au préalable. L'oreille intérieure est alors sollicitée puisque se représenter la hauteur du son est nécessaire pour la chanter.

## Apprentissage de la lecture à vue et du chant à vue
La lecture à vue n'est conditionnée que par le niveau de solfège du lecteur.
Il existe plusieurs approches permettant d'associer cette lecture à l'audition intérieure qui ne sont pas antagonistes mais complémentaires.

### Approche tonale
C'est l'approche la plus courante. Elle consiste en la mémorisation de gammes. Ainsi, en lisant une partition, le lecteur se remémore les hauteurs relatives des différents degrés par rapport à la tonique considérée.
Si la tonique n'est pas donnée, et le lecteur n'a pas l'oreille absolue, le résultat de cette lecture est tout de même juste mais est transposé. Cela n'est pas problématique puisqu'il suffit alors de transposer une fois connue la tonique.

### Approche intervallique
Cette approche consiste en l'apprentissage et la reconnaissance des différents intervalles en tant que tels, indépendamment de toute échelle de référence.